# Raymond-François Le Bris
Pour les articles homonymes, voir Le Bris.
Raymond-François Le Bris est un juriste et haut fonctionnaire français né le 18 septembre 1935 à Gouesnou (Finistère). Il a notamment été professeur de droit, préfet de l'Ariège (1977-1979), de l'Ain (1979-1981) et de la Seine-Saint-Denis (1986-1990), directeur de l'École nationale d'administration (1995-2000) et directeur général de la Chambre de commerce et d'industrie de Paris (1990-1995).

## Biographie
Fils de François Le Bris, commerçant, et de Bernadette Lunven, Raymond-François Le Bris est élève au collège Notre-Dame-de-Bon-Secours à Brest avant de faire des études de droit à la Faculté des lettres et de droit de Rennes. D'abord assistant (1958) puis chargé de cours (1963) à la Faculté de droit de Rennes, il est reçu à l'agrégation de droit et devient professeur agrégé à la Faculté de droit de Bordeaux (1965-1968). Il se spécialise dans le droit civil et le droit international privé.
Le 17 janvier 1964, il épouse Jacqueline Pareau, dont il aura trois enfants (Bertrand, Florence, Béatrice). Il est directeur-adjoint de l'Institut Henry-Visioz des Antilles-Guyane (1966) puis professeur à l'Université de Bretagne occidentale (1969) et directeur de l'Institut de droit et des sciences économiques de Brest (1969). En 1971, il devient le premier président de l'université brestoise.
En 1972, il est nommé directeur délégué aux enseignements supérieurs et à la recherche au ministère de l'Éducation nationale où il devient très rapidement directeur général des enseignements supérieurs et de la recherche (1972-1974). Après l'élection de Valéry Giscard d'Estaing à la Présidence de la République, il devient directeur du cabinet de Jean-Pierre Soisson, Secrétaire d'État aux Universités (1974-1976).
Il reprend son enseignement à l'Université de Bretagne occidentale en 1976 mais l'année suivante, il est nommé préfet de l'Ariège (1977-1979) puis de l'Ain (1979-1981). Il démissionne au moment de l'élection de François Mitterrand à la Présidence de la République, estimant ne pouvoir conserver une fonction qu'il tenait de sa proximité personnelle avec Valéry Giscard d'Estaing. Il redevient alors professeur de droit et est élu à l'Université Paris-Dauphine (1981-1986). Parallèlement, il est secrétaire général du Conseil pour l'avenir de la France (1982-1986), fondé par Valéry Giscard d'Estaing.
En 1986, après la défaite de la gauche aux élections législatives, il est nommé préfet de la Seine-Saint-Denis, poste sensible en raison de l'importance de ce département de la petite couronne parisienne, dont le conseil général est alors présidé par le communiste Georges Valbon.
En 1990, après le retour de la gauche au pouvoir, Raymond-François Le Bris est nommé directeur général de la Chambre de commerce et d'industrie de Paris (1990-1995). Il est ensuite nommé directeur de l'École nationale d'administration (1995-2000). Placé en position hors cadres en 2000, il est chargé de plusieurs missions par le Gouvernement, notamment sur la coopération administrative internationale (pour le ministère de l'Intérieur). Il est admis à faire valoir ses droits à la retraite et nommé préfet honoraire en 2001. Il continue d'être chargé de diverses missions publiques, notamment sur l'organisation et le fonctionnement des services de l'État à l'étranger (pour le Premier ministre et le ministère des Affaires étrangères, 2004-2005), sur la formation initiale des agents de l'État (pour le ministère du Budget, des Comptes publics et de la Fonction publique, 2009).
Le 28 octobre 2010, il est nommé au titre des personnalités qualifiées choisies en raison de leur compétence en matière d'environnement et de développement durable au Conseil économique, social et environnemental (CESE).
Il est commandeur de la Légion d'honneur en 2005, officier en 1990, officier de l'Ordre national du Mérite, commandeur des Palmes académiques, grand officier de l'ordre de Rio Branco (Brésil). Il est docteur honoris causa de l'université Loyola de La Nouvelle-Orléans
et membre d'honneur de l'Université autonome de Saint-Domingue (République dominicaine).

## Œuvres
- La Relation du travail entre époux, 1965
- Les Universités à la loupe : prof, préfet, Paris : Atlas / Economica, 1985  (ISBN 2-7312-0514-8)
- Réforme de l'ENA et réforme de l'État, 2000
- Réflexion et propositions sur l'organisation et le fonctionnement des services de l'État à l'étranger : rapport au Premier Ministre, Paris : La Documentation française, 2005  (ISBN 2-11-005978-8)
- L'État, quand même, avec Michel Schifres, Paris : Éditions Odile Jacob, 2005  (ISBN 2-7381-1576-4)
- Une modernisation interrompue. Regard sur le septennat de Valéry Giscard d'Estaing, Paris : France-Empire, 2013,  (ISBN 978-2-7048-1207-3)